# Franciszek ze Spoleto
Franciszek ze Spoleto OFM, łac. Franciscus de Spoleto (zm. 1288 w Damietcie) – włoski franciszkanin, kapłan, męczennik, w różnych źródłach wymieniany jako błogosławiony.

## Życiorys
Niewiele wiadomo o życiu tego brata mniejszego. Pochodził z Włoch. Był kapłanem. Został uwięziony przez muzułmanów w Egipcie. Następnie zabito go, ćwiartując jego ciało. Jego osoba wspominana jest w:
- Chronica XXIV Generalium Ordinis Minorum, 418 (wydana w Quaracchi w 1897)
- Firmamentum Trium Ordinum, 30 (wydane w Paryżu w 1512)
- Girolamo Golubovich OFM, Biblioteca bio-bibliografica dellaTerra Santa e dell’Oriente francescano, I 323-324 i II 446 (Quaracchi 1906-1927)
- Martyrologium Franciscanum, 1-2 (Vicenza 1939)

Golubovich wyjaśnia, iż w historiografii powtarzano za Markiem z Lizbony i Rudolfem Tossignano błąd, identyfikując tego błogosławionego z innym franciszkaninem pochodzącym z Marchii Ankońskiej zamordowanym w Damietcie w XIV.